# Pièces en euro de la Croatie
Les pièces en euro de la Croatie sont les pièces en euro émises par la république de Croatie. L'euro a remplacé l'ancienne monnaie nationale, la kuna, le 1er janvier 2023 au taux de conversion de 1 euro = 7,534 50. Les pièces en euro croates ont cours légal dans la zone euro depuis cette date.

## Historique

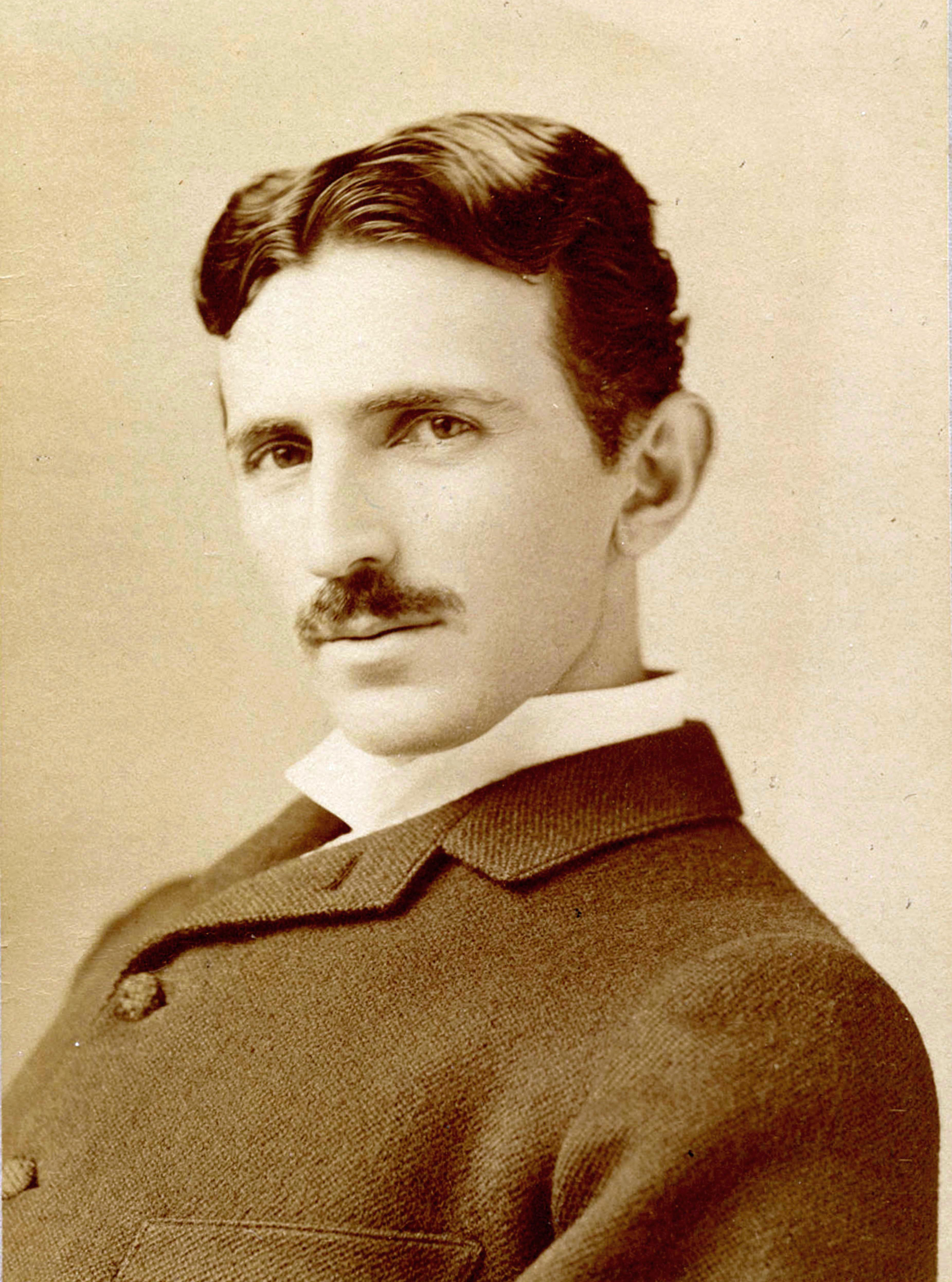
Photo de Nikola Tesla en 1890 (à 34 ans) ayant servi de base au motif des pièces de 10, 20 et 50 cts.

Si le gouvernement croate avait espéré initialement adopter l'euro dès l'adhésion du pays à l'Union européenne en 2013, il a fallu plus de temps pour rejoindre le mécanisme de taux de change européen (MCE II).
En juillet 2020, la Croatie adhère au MCE II et deux ans plus tard, la Commission européenne estime que la Croatie remplit les critères pour adopter l'euro à l'horizon de janvier 2023. Le Parlement européen puis le Conseil de l'Union européenne approuvent le mois suivant l'entrée de la Croatie dans la zone euro le 1er janvier 2023,.
Auparavant, la commission monétaire de la Banque nationale de Croatie avait déjà déterminé en juin 2021 les éléments présents sur les faces nationales ; neuf propositions présélectionnées avaient reçu le plus grand nombre de votes du comité de sélection classé dans l'ordre suivant : damier rouge et blanc présent sur le blason national, la carte géographique de la Croatie, une martre (« kuna » signifiant « martre » en croate), l'alphabet glagolitique, Dubrovnik, Nikola Tesla, un chien dalmatien, Homo volans (croquis d'un parachute) par Vrančić et le roi Tomislav. La notation des options est ouverte aux citoyens du 1er au 15 juillet qui pouvaient noter les cinq premiers motifs sur une échelle de un à cinq. Elle sera complétée par un sondage sur un échantillon d'un millier de citoyens. Le comité de la monnaie choisira alors au moins trois motifs différents pour la face nationale des pièces en euros
La décision fut rendue publique le 21 juillet 2021 : l'écu en damier ou échiquier sera commun à toutes les pièces ; la pièce de 2 € présentera une carte géographique de la Croatie, celle de 1 € la martre, Tesla sur les pièces de 10, 20 et 50 centimes et des écritures glagolitiques sur les plus petites pièces. Si le choix de Nikola Tesla n'était pas proposé au vote, les citoyens pouvaient eux-mêmes présenter des choix libres et sur plus de 11 000 propositions, presque 2 600 mentionnaient Tesla (soit plus de 20 % des propositions totales). Le dessin des faces sera choisi par appel d'offres.
Le 3 février 2022, la banque nationale croate dévoile les motifs qui seront frappés sur les pièces. Or rapidement, les internautes suspectent le motif de la martre sur la pièce de 1 €, qu'ils attribuent plutôt au photographe écossais Iain Leach,. Le designer finalement retire son projet et sa rétribution de 70 000 kunas.
Un nouvel appel d'offres est lancé spécifiquement sur cette pièce et en mai 2022, le dessin est attribué à Jagor Šunde (David Čemeljić et Fran Zekan étant co-auteurs) choisi après un appel d'offres où 190 réponses ont été réceptionnées.
En juillet 2022, la commission européenne valide définitivement l'entrée de la Croatie dans la zone euro à compter du 1er janvier 2023,. La production de pièces est lancée le 18 juillet 2022 avec un premier volume de lancement estimé à 3 700 tonnes de pièces.

## Faces nationales
La tranche des pièces de deux euros reprend les paroles issues de l'Hymne de la liberté issu de la pastorale Dubravka (hr) par Ivan Gundulić (1628) qu'on pourrait traduire par « Oh belle, oh chérie, oh douce liberté »)
| 1 centime                                         | 2 centimes                           | 5 centimes                          |
| ------------------------------------------------- | ------------------------------------ | ----------------------------------- |
|                                                   |                                      |                                     |
| Alphabet glagolitique (HR soit ⰘⰓ, ou Kher Rtsy). |                                      |                                     |
| 10 centimes                                       | 20 centimes                          | 50 centimes                         |
|                                                   |                                      |                                     |
| Nikola Tesla.                                     |                                      |                                     |
| 1 euro                                            | 2 euros                              | Gravure sur la tranche (2 euros)    |
|                                                   |                                      |                                     |
| Une martre.                                       | La carte géographique de la Croatie. | O LIJEPA, O DRAGA, O SLATKA SLOBODO |

## Pièces commémoratives
| 2023                                                          | |                |
| Introduction de l'euro comme monnaie officielle de la Croatie | |                |
|                                                               | Le dessin comprend le nom du pays d’émission « HRVATSKA » (Croatie) ainsi que l’année d’émission « 2023 », inscrits horizontalement, ainsi que les termes « ČLANICA EUROPODRUČJA » (membre de la zone euro), qui figurent le long du bord extérieur du centre de la pièce. De manière allégorique, ces inscriptions forment un symbole stylisé de l’euro « € ». L’autre motif central de la pièce est le symbole distinctif et reconnaissable de la Croatie, l’échiquier croate, qui représente une partie des armoiries de la République de Croatie. |                |
| Graveur :                                                     | \| Gravure sur la tranche : \| Date : \| Tirage : \| \| \| Septembre 2023 \| 250 000 pièces \| |                |
| Gravure sur la tranche :                                      | Date : | Tirage :       |
|                                                               | Septembre 2023 | 250 000 pièces |